# Eumelea lugens
Eumelea lugens là một loài bướm đêm trong họ Geometridae.